# Enrique Santiago
Enrique Fernando Santiago Romero (Madrid, 18 de julio de 1964) es un político y abogado español, líder del Partido Comunista de España desde 2018. Entre 2021 y 2022 fue secretario de Estado para la Agenda 2030. En la actualidad es diputado de la XV legislatura de las Cortes Generales por Córdoba de la coalición Sumar.
Actualmente es el portavoz de Izquierda Unida en el Congreso de los Diputados de España desde septiembre de 2023. Desde que dimitió Alberto Garzón como coordinador federal de Izquierda Unida Enrique Santiago cogió este cargo de forma interina hasta el próximo congreso nacional de Izquierda Unida.
En 2010 asumió la Secretaría de Refundación y Movimientos Sociales de Izquierda Unida (IU). Ha sido miembro de la Comisión Ejecutiva Federal de IU desde 2004 a 2015 y del Comité Ejecutivo del PCE desde 2008 a 2015. También fue secretario general de la Unión de Juventudes Comunistas de España (UJCE) entre 1990 y 1993.
En el ámbito internacional ha destacado su papel como miembro del equipo jurídico de las FARC en las negociaciones de paz entre las FARC y el gobierno colombiano de Juan Manuel Santos, iniciadas en 2012 y que culminaron en 2016 con la firma del Acuerdo de Paz. Este acuerdo fue en primera instancia rechazado en su primera firma en septiembre del 2016 en el plebiscito celebrado el 2 de octubre de ese año, lo que llevó a la renegociación del acuerdo y aprobación en el congreso para su posterior firma final el 23 de noviembre del 2016 en el Teatro Colón.
Desde principios de la década de 1990 ha participado como abogado de la acusación en diversas causas: sobre la dictadura militar en Argentina, en el Caso Scilingo; formó parte de la acusación popular contra el dictador chileno Augusto Pinochet; y en España en el caso de los Vuelos de la CIA; en el de José Couso; y en el caso Bárcenas. En 2004 desempeñó la portavocía de la organización de los observadores internacionales del Consejo Nacional Electoral de Venezuela durante el referéndum revocatorio de ese año
Fue secretario general de la Comisión Española de Ayuda al Refugiado hasta 2006 y posteriormente secretario general de IEPALA.

## Trayectoria política
Es licenciado en Derecho por la Universidad Complutense de Madrid, Máster en Dirección y Administración de Fundaciones y Entidades no Lucrativas por la Universidad Autónoma de Madrid, Máster en Derecho Financiero y Tributario (CEF), Diplomado en Derecho del Trabajo y Seguridad Social (CEF) y en Derecho Internacional Humanitario y Derecho de Asilo y Refugio, por la Universidad Carlos III de Madrid.
Inició su militancia política en los Colectivos de Jóvenes Comunistas, y posteriormente en la Unión de Juventudes Comunistas de España (UJCE) organización de la que fue secretario general de 1990 a 1992.
En diciembre de 2004, en la VIII Asamblea Federal Extraordinaria de IU, disputó la Coordinación General de IU en primarias a Gaspar Llamazares contando con el apoyo de la dirección del PCE y de la UJCE y obteniendo el 38 % de los votos. Desde entonces, forma parte de los órganos de dirección de IU y del PCE. 
En 2008 formó parte de la candidatura apoyada por el PCE y encabezada por Cayo Lara y tras su victoria, en la remodelación de Izquierda Unida que este realizó en 2010, asumiendo hasta 2014 la Secretaría de Refundación y Movimientos Sociales de IU con el objetivo de ampliar la base de la formación.
Fue miembro del Comité Ejecutivo del Partido Comunista de España de 2008 a 2015.
En 2015 fue candidato en las elecciones primarias en la lista de Madrid de Ahora en Común, para concurrir a las elecciones generales, siendo elegido como número uno de la lista.
El 8 de abril de 2018 fue elegido por el Comité Central, secretario general del Partido Comunista de España, con 82 votos a favor y uno en contra, sustituyendo a José Luis Centella quien asumió el cargo restituido de presidente del PCE.
Candidato en el número 3 al Congreso de los Diputados por Madrid en la lista de la coalición Unidas Podemos de cara a las elecciones generales de abril de 2019, resultó elegido miembro de la cámara baja, revalidando el puesto y el escaño en las elecciones generales de noviembre del mismo año.
En abril de 2021 sustituyó a Ione Belarra al frente de la Secretaría de Estado para la Agenda 2030 hasta julio de 2022, cuando Lilith Verstrynge asumió el cargo.
En las elecciones generales 2023 es nombrado número uno al Congreso de los Diputados por la circunscripción de Córdoba dentro de Sumar (coalición).

## Trayectoria como jurista
Abogado con amplia experiencia y miembro del Departamento de Derechos Humanos de Izquierda Unida, desde principios de la década de 1990 ha formado parte de equipos jurídicos internacionales. En 1996 en la Audiencia Nacional de España participó en el equipo jurídico de la acusación popular que impulsó las causas contra la dictadura militar en Argentina, participó en el equipo jurídico del Caso Scilingo; formó parte de la acusación popular contra el dictador chileno Augusto Pinochet por crímenes contra la humanidad, presentada por Izquierda Unida en octubre de 1998.
También ha sido abogado letrado de la Acusación Particular ejercida por la familia Couso Permuy en el caso del asesinato en 2003, durante la guerra de Irak, del periodista José Couso.
Ha formado parte del equipo que presentó la querella por los Vuelos secretos de la CIA en 2006; en 2007 en la querella contra George W. Bush y otros dirigentes estadounidenses por la situación de los presos de Guantánamo; en la querella por el ataque israelí contra la Flotilla por la Libertad a Gaza, en 2010; y es abogado de acusación particular y de Izquierda Unida en el llamado caso Bárcenas (2013).
Desde 2000 hasta noviembre de 2006 fue secretario general de la Comisión Española de Ayuda al Refugiado (CEAR) organización a la que sigue vinculado como socio individual y miembro de su asamblea. De 2004 a 2005 fue vicepresidente de la Federación Española de DDHH y de 2007 a 2010 fue secretario general del Instituto de Estudios Políticos para América Latina y África (IEPALA).
En 2004 desempeñó la portavocía de la organización de los observadores internacionales del Consejo Nacional Electoral de Venezuela durante el referéndum revocatorio del mismo año contra Hugo Chávez.
Dada su trayectoria y su conocimiento del derecho internacional, en 2012 fue Noruega, país facilitador de las negociaciones de paz quien lo seleccionó para formar parte del equipo de juristas de las negociaciones, adscribiéndolo al equipo de las FARC. Enrique Santiago estaba vinculado a la organización “Colombianos y colombianas por la paz” y la abogada, activista y política colombiana Piedad Córdoba propuso su nombre, explica en una entrevista. Como parte del equipo jurídico, jugó un importante papel en la elaboración del nuevo sistema de Jurisdicción Especial para la Paz, JEP. 
Es miembro del Foro de Abogados/as de Izquierdas, de la Red de Abogados/as demócratas (FAI-RADE), asociación de la que fue presidente hasta 2018. Es integrante del Bureau de la Asociación Internacional de Juristas Demócratas, desde 2013 hasta ahora.

## Posiciones
En el ámbito político, Santiago es considerado representante del ala más favorable a que IU supere sus dinámicas de partido al uso para transformarse en un movimiento político-social que trascienda su actual configuración y amplíe su base social.